# رزا لیکسم
رزا لیکسم (انگلیسی: Rosa Liksom؛ زادهٔ ۷ ژانویهٔ ۱۹۵۸) مترجم، نقاش، عکاس، نمایشنامه‌نویس، نویسنده، کارتونیست، نویسنده کودکان، و کارگردان فیلم اهل فنلاند است.